# Европейский маршрут E43
Европейский маршрут Е43 — европейский автомобильный маршрут категории А соединяющий Дортмунд, Германия и Альтдорф, Швейцария.
Е43 является важнейшей дорогой через Альпы. После закрытия в 2001 году автомобильного тоннеля Готард (Gotthard) Е43 стал единственным маршрутом через Швейцарские Альпы.
На севере Е43 соединяется с маршрутом Е45, который проходит через Швецию, Данию и Германию. На юге продолжением Е43 является Е35, который ведет в Центральную Италию.
Самой высокой точкой маршрута является 6,6-километровый тоннель Сан-Бернардино.

## Города, через которые проходит маршрут
- Германия: Швайнфурт — Вюрцбург — Ротенбург-об-дер-Таубер — Фойхтванген — Эльванген — Аален — Хайденхайм-на-Бренце — Ульм — Мемминген — Лойткирх —  Линдау —
- Австрия: Брегенц —
- Швейцария: Санкт-Галлен — Санкт-Маргретен —  Кур — Беллинцона

Е43 связан с маршрутами
| - E41 - E45 - E50 - E52 |  | - E532 - E54 - E60 - E35 |

## Фотографии

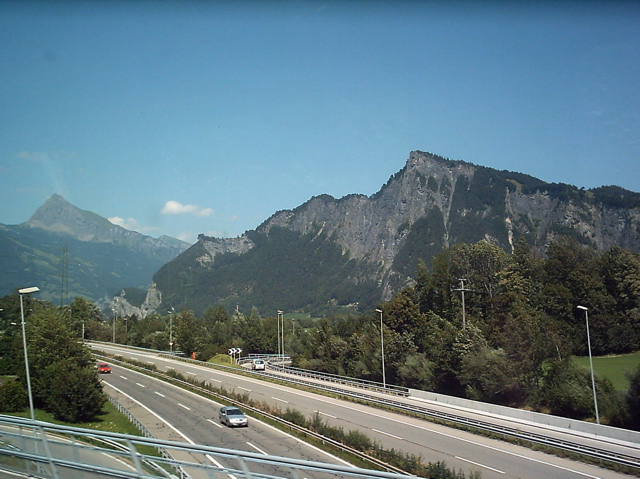
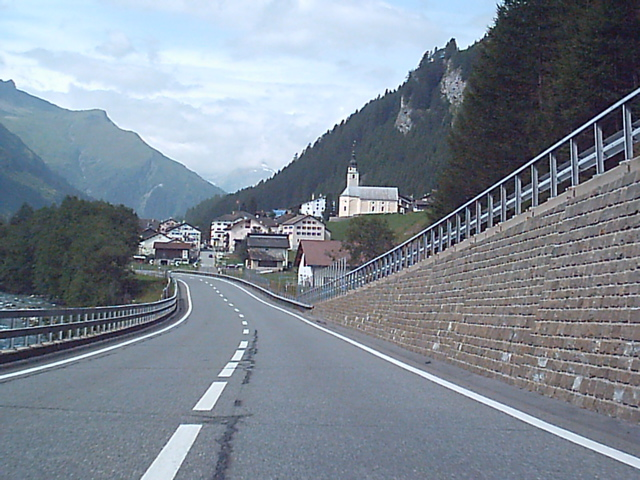
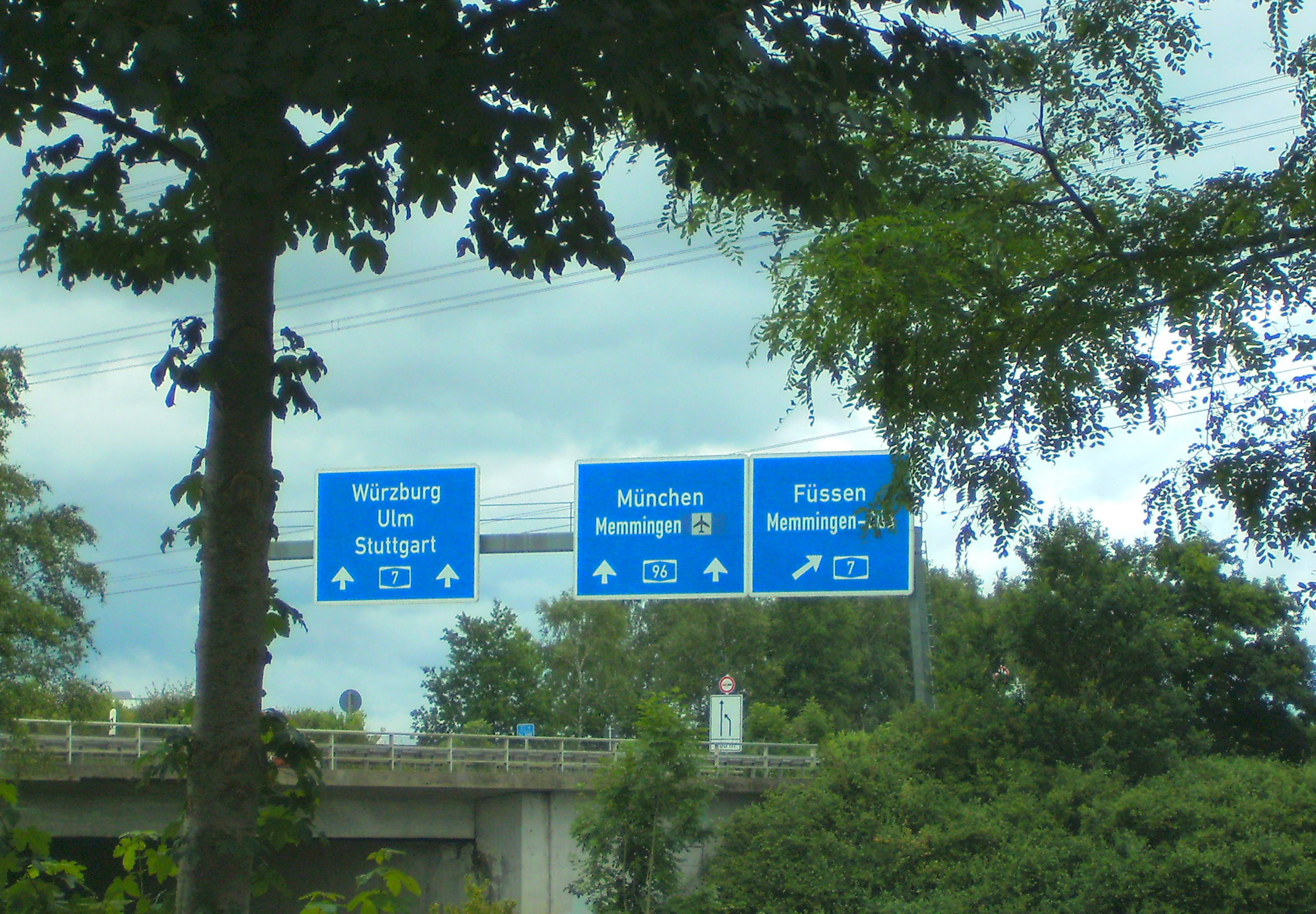
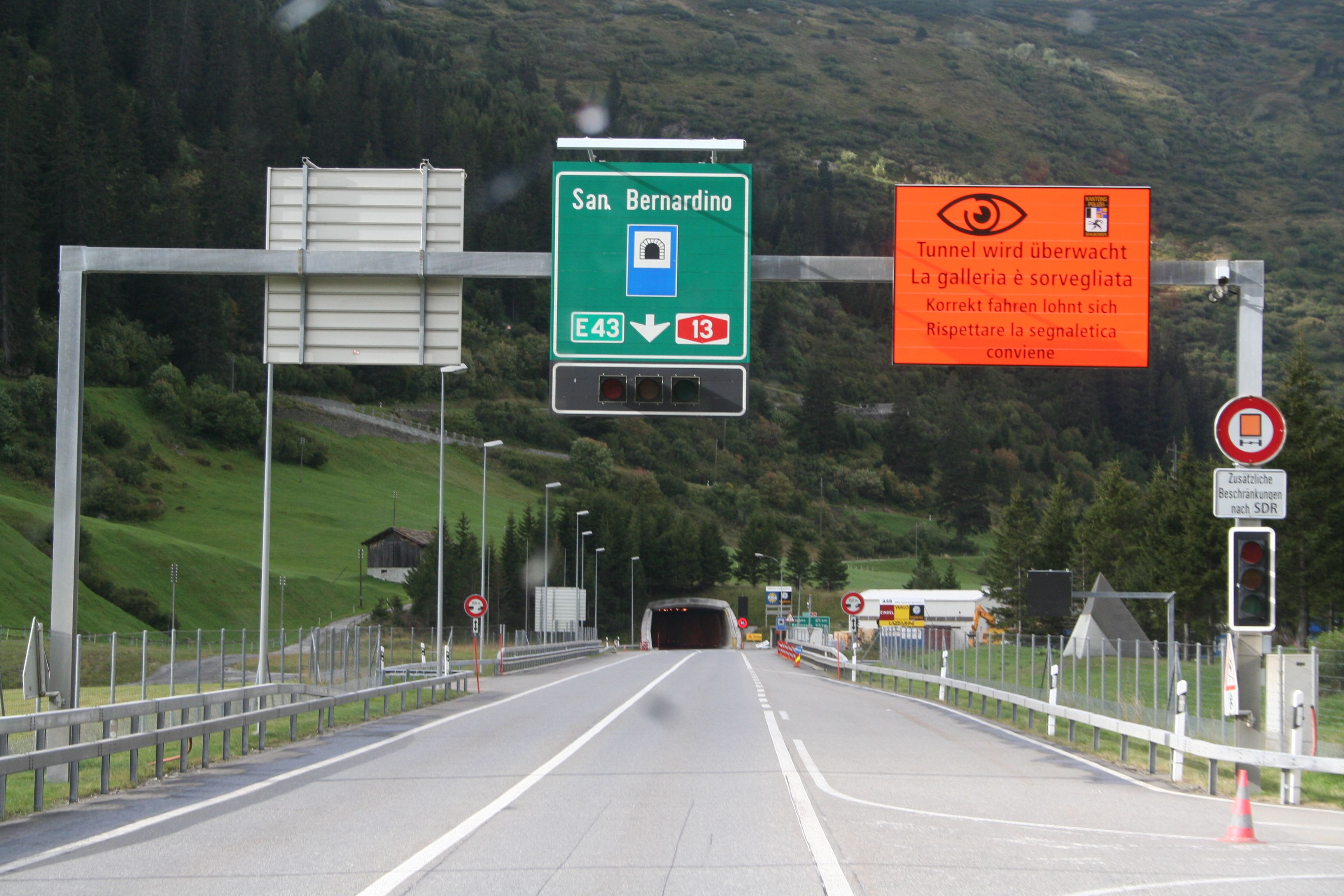